# Fryzyjski pies dowodny
Fryzyjski pies dowodny – jedna z ras psów należąca do grupy psy aportujące, płochacze i psy wodne. Podlega próbom pracy.

## Rys historyczny
Pochodzi z Fryzji. Został wyhodowany z psów polujących na wydry. W 1942 roku został uznany przez holenderski Kennel Club. Wetterhoun, po holendersku „pies wodny”, pochodzi prawdopodobnie od wymarłego dziś starego wodnego psa.

## Charakter i usposobienie
Uparty, mocny i czujny pies. W stosunku do obcych nieufny, odznacza się wrodzoną chęcią obrony swojej rodziny. Potrzebuje ścisłego kontaktu ze swoim panem i jemu się podporządkowuje. Ten niezależny z natury pies powinien być szkolony od młodego wieku. Jest bardzo aktywny.

## Wygląd
Wetterhoun jest psem ”na wszystkie pory roku”, pokrytym sierścią o ścisłych nieprzemakalnych loczkach, z wyjątkiem głowy i nóg. Masywna i krzepka budowa czyni tego psa idealnym łowcą wydr. Wyróżnia się też jako łowca szczurów i tchórzy.